# ديامانت رمضاني
ديامانت رمضاني هو لاعب كرة قدم بوروندي في مركز ظهير ‏، ولد في 18 فبراير 1999 في Berchem-Sainte-Agathe ‏ في بلجيكا. لعب مع لوكيرين أوست فلانديرين.

## وصلات خارجية
- ديامانت رمضاني على موقع قاعدة بيانات كرة القدم.إي يو (الإنجليزية)
- ديامانت رمضاني على موقع ناشيونال فوتبول تيمز (الإنجليزية)
- ديامانت رمضاني على موقع Soccerway.com (الإنجليزية)

.